# Characodon lateralis
Espèce
Statut de conservation UICN

 CR  : 
En danger critique
Characodon lateralis est un poisson de la famille des Goodeidés et de l'ordre des Cyprinodontiformes. Cette espèce fait partie de la tribu des Characodontini.

## Répartition géographique
Cette espèce se rencontre uniquement à Durango, au Mexique. Plus précisément l'espèce se rencontre dans quelques habitats le long de la partie inférieure du "Río Mezquital" et au niveau des "cascades d'El Salto" à Durango au Mexique.

## Description
Cette espèce de Goodeidae est joliment colorée, de plusieurs patrons suivant les variétés géographiques exactes et les souches, souvent de façon infime. La coloration varie du rougeâtre au jaunâtre et blanc crème.

### Taille
C. lateralis mesure une taille maximale d'environ 4 centimètres pour le mâle et 5,5 centimètres pour la femelle.

## Statut IUCN
L'Union internationale pour la conservation de la nature IUCN classe en "Danger d'Extinction" (EN) l'espèce (principalement en raison d'une aire de répartition très restreinte). Classé "Vulnérable" en 1986 et en "Danger d'Extinction" depuis 1990.

### Note
Probablement en "Danger Critique d'Extinction" (CR).

## Galerie

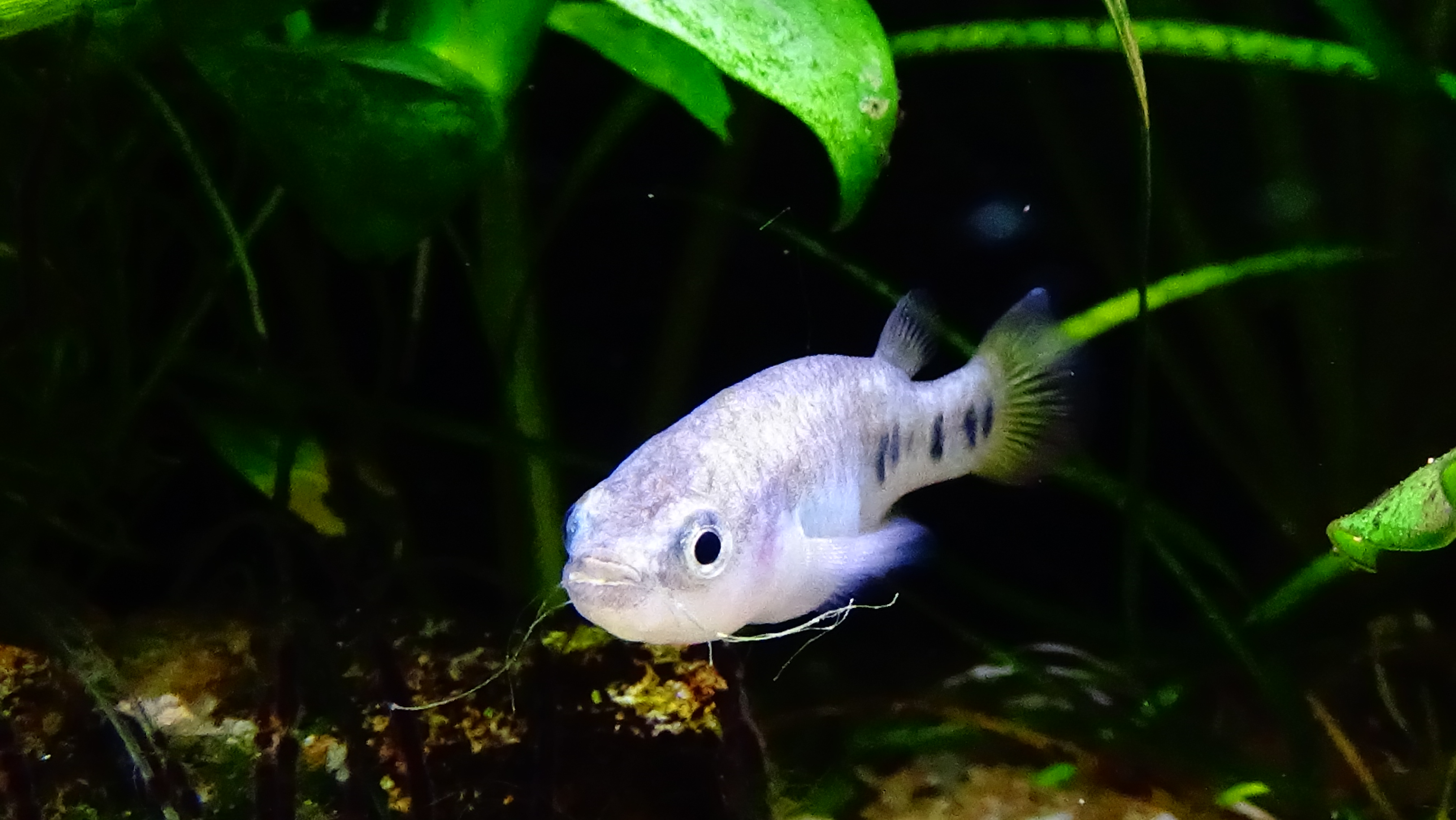
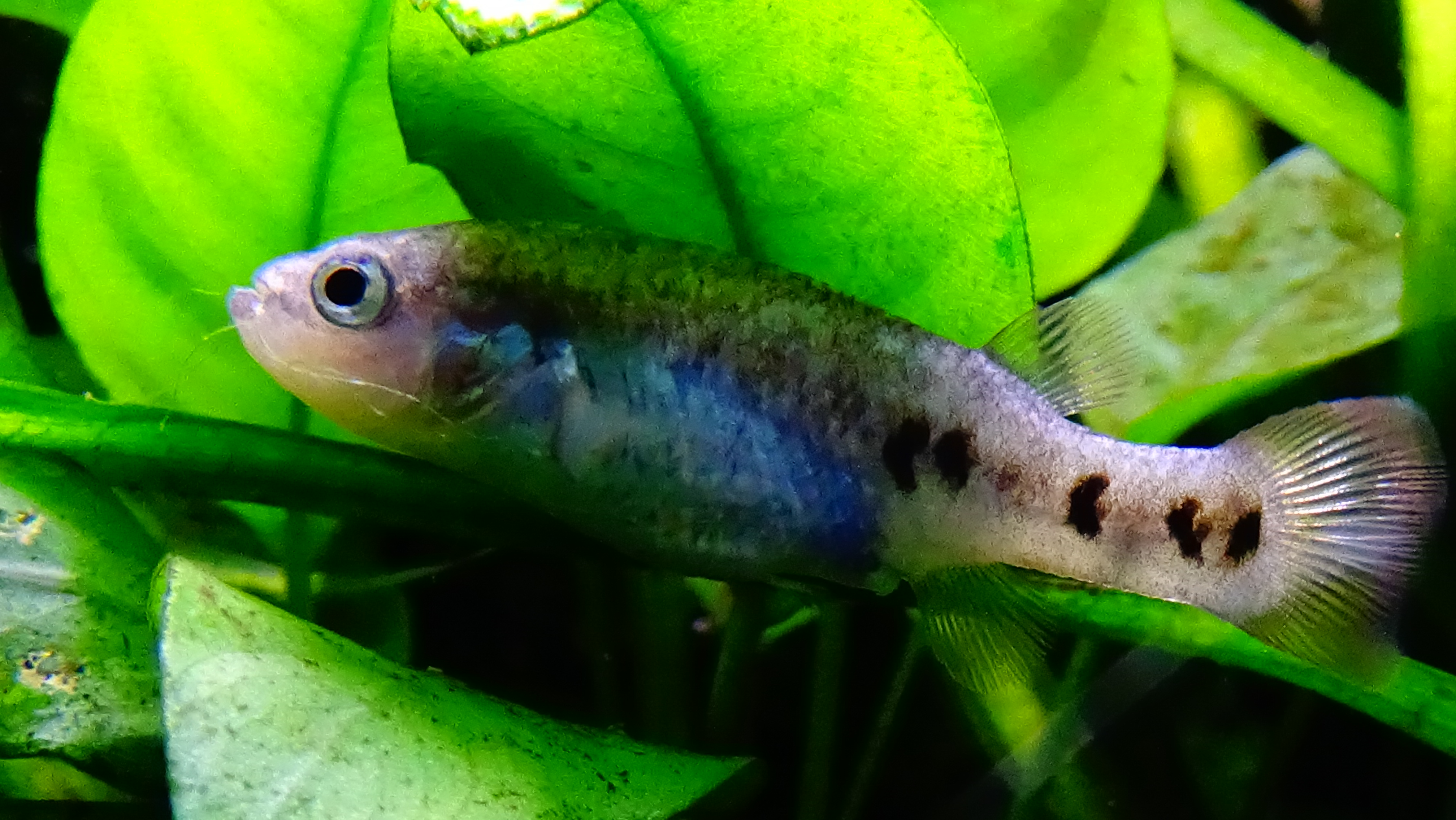

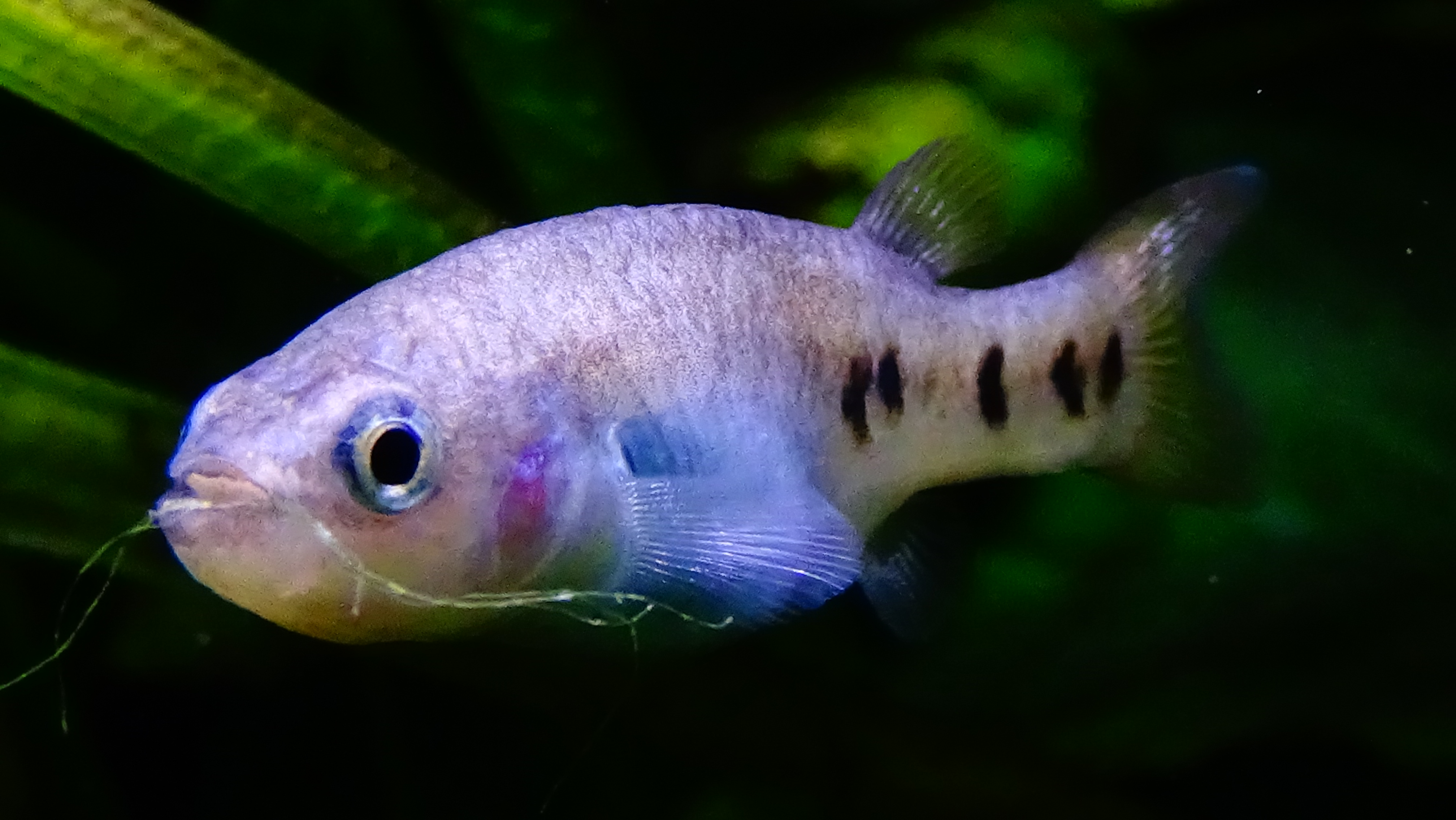
femelle
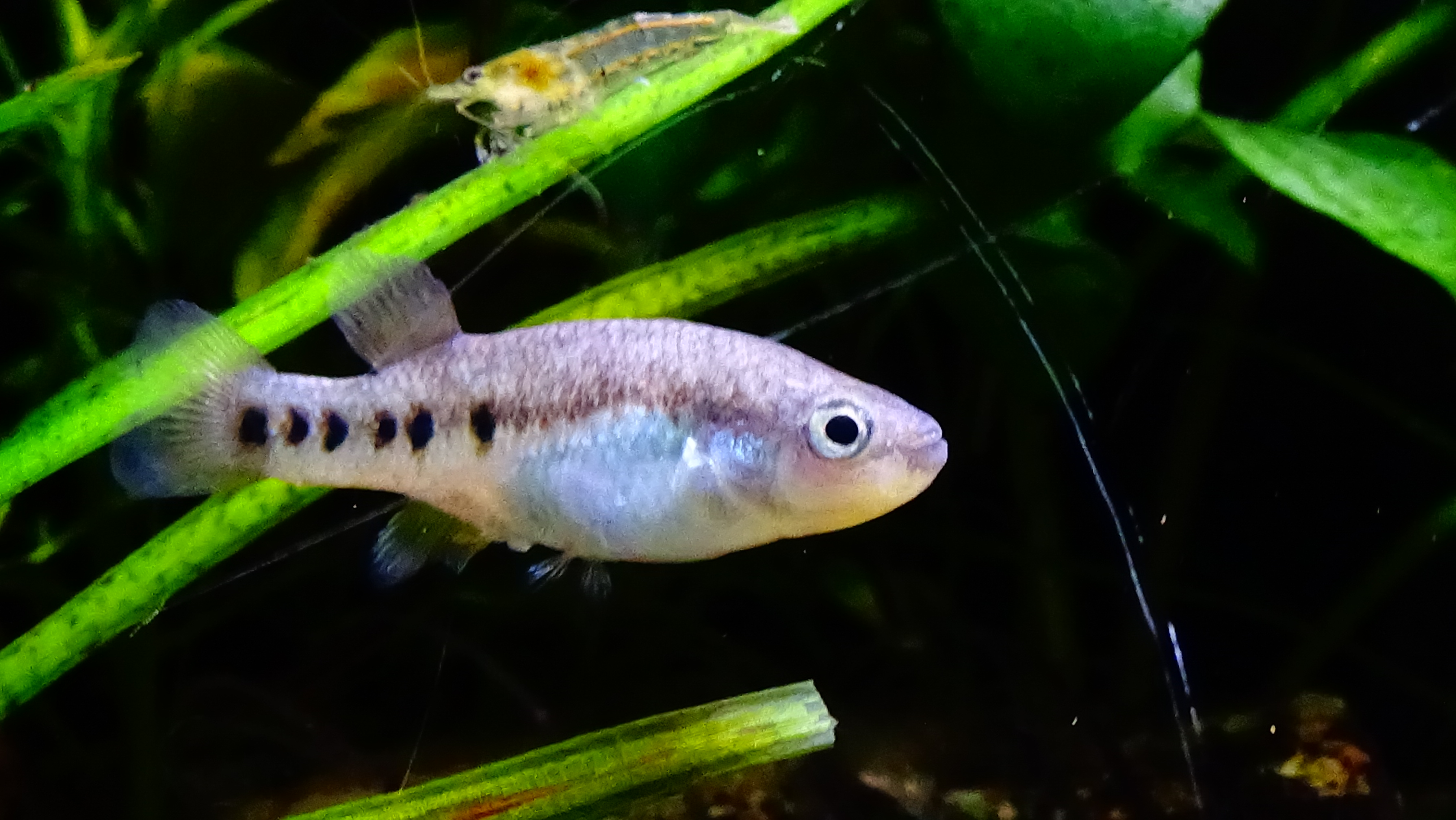
mâle
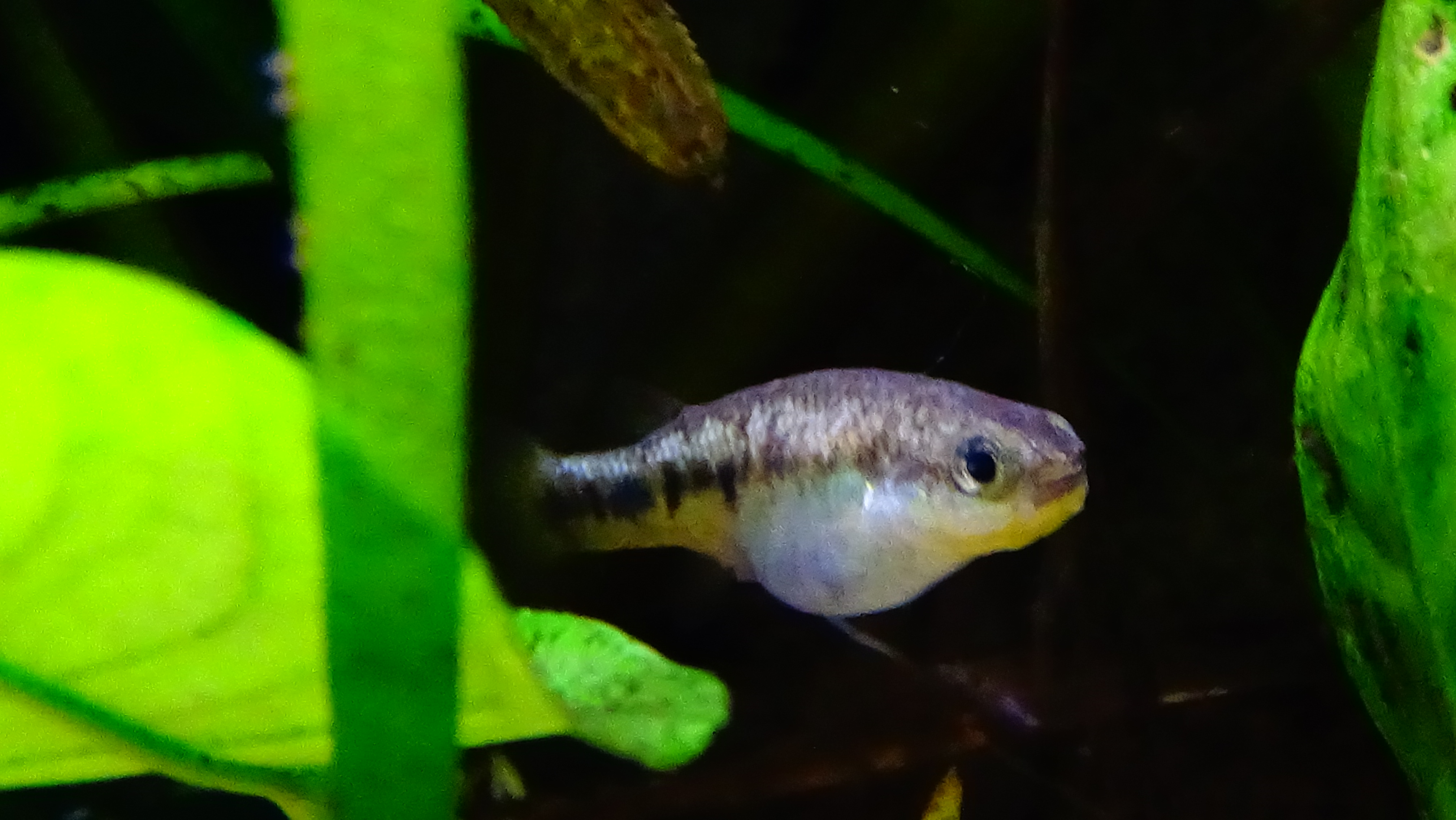